# Obuasi Municipal District
Der Obuasi Metropolitan District ist einer von 138 Distrikten in Ghana. Wegen seiner städtischen Struktur gehört er zu den wenigen Distrikten mit der Kennzeichnung metropolitan. Er ist im Zentrum Ghanas in der Ashanti Region gelegen und dort einer von nur zwei städtischen (metropolitan) Distrikten unter insgesamt 21 regionalen Distrikten. 
Der Obuasi Metropolitan District grenzt an die Distrikte Amansie Central, Adansi North, Adansi South und in der südlich angrenzenden Central Region an die Distrikte Upper Denkyira und Assin North. Chief Executive ist Joseph K. Boampong mit Sitz in der Distrikthauptstadt Obuasi.
Bis zu den Verwaltungsreformen per Dekret von Präsident John Agyekum Kufuor war die Stadt Obuasi Hauptstadt des Distriktes Adansi West, der in Adansi North und Obuasi Municipal geteilt wurde.

## Wahlkreise
Der Obuasi Metropolitan District ist in zwei Wahlkreise unterteilt. Für den Wahlkreis Obuasi zog bei den Parlamentswahlen 2004 Edward Michael Ennin von der New Patriotic Party (NPP) ins Parlament ein. Für den Wahlkreis Akrofuom zog Kwabena Appiah-Pinkrah (NPP) ins Parlament ein.

## Wichtige Ortschaften
| - Obuasi - Dunkwa Junction - Pomposo - Nyameso - Odumasi - Sansu - Kwabenakwa | - Akaporiso - Brahabebome - Akrokerri - Bobriase - Akaporiso - Brahabebome - Akrokerri | - Dunkwa Junction - Dompoase - Pomposo - Nyameso - Bobriase - Sansu - Binsere |